# Zemský okres Kronach
Zemský okres Kronach (německy Landkreis Kronach) je zemský okres v německé spolkové zemi Bavorsko, ve vládním obvodu Horní Franky. Sídlem správy zemského okresu je město Kronach. Má přibližně 75 tisíc obyvatel. 

## Města a obce
| Města: 1. Kronach 2. Ludwigsstadt 3. Teuschnitz 4. Wallenfels | Obce: 1. Küps 2. Marktrodach 3. Mitwitz 4. Nordhalben 5. Pressig 6. Reichenbach 7. Schneckenlohe 8. Steinbach a.Wald 9. Steinwiesen 10. Stockheim 11. Tettau 12. Tschirn 13. Weißenbrunn 14. Wilhelmsthal |